# لگردورف
لگردورف (به آلمانی: Lägerdorf) یک شهر در آلمان است که در اشتاینبورگ واقع شده‌است. لگردورف ۲٬۶۶۱ نفر جمعیت دارد.